# Mileewa agaue
Mileewa agaue är en insektsart som beskrevs av Rauno E. Linnavuori 1979. Mileewa agaue ingår i släktet Mileewa och familjen dvärgstritar. Inga underarter finns listade i Catalogue of Life.